# 69500 Ginobartali
69500 Ginobartali è un asteroide della fascia principale. Scoperto nel 1997, presenta un'orbita caratterizzata da un semiasse maggiore pari a 2,4369514 UA e da un'eccentricità di 0,1479324, inclinata di 2,35908° rispetto all'eclittica.
L'asteroide è dedicato a Gino Bartali, celebre ciclista.